# Мистика (литература)
Мистика — одна из разновидностей фантастики, наряду с научной фантастикой и фэнтези.
К первым произведениям, где реализуются мистические концепты, относятся готические романы, пользовавшиеся большой популярностью во второй половине XVIII века: «Замок Отранто» (1764) Х. Уолпола (1817—1887), «Удольфские тайны» (1794) Анны Радклиф (1764—1823). Готическим романам присущи следующие особенности: сюжет строится вокруг тайны; для происходящего характерна атмосфера страха и ужаса и присутствует непрерывная серия угроз покою, безопасности и чести героя и героини. Мистические элементы прослеживаются во многих произведениях Эдгара По, включая «Повесть крутых гор» (1844), «Правду о том, что случилось с мистером Вальдемаром» (1845) и др.
К мистическим концептам литературы Новейшего времени можно отнести «астрал», «переселение душ», «призраков» и т. д., присутствующие, например, в романе «Утраченный символ» Д. Брауна. В этом романе фигурируют 75 мистических концептов, связанных с религией, эзотерическими явлениями, параллельными мирами. В мистической литературе сталкиваются друг с другом не просто разные миры, а миры различных возможностей: мир высший, сакральный или демонический — и мир близкий современной реальности, профанный, для которого характерна ограниченность возможностей.
В современной литературе мистическая фантастика чаще всего представлена мистическим триллером — жанром, в котором объединены «роман тайн» с «романом ужасов» («След зомби» О. Дивова, цикл о Дозорах С. Лукьяненко, «Номер один» Л. Петрушевской, «Посмотри в глаза чудовищ» А. Лазарчука и М. Успенского).
Исследователь Августа Ройфе называет мистику квазирелигиозной фантастикой (относя её как одну из разновидностей к суеверной (неомифологической) фантастике) и называет такие примеры произведений квазирелигиозной фантастики, как роман «Ребёнок Розмари» А. Левина, по которому Р. Полански был снят одноимённый фильм, и роман «Изгоняющий дьявола» У. Блэтти, одноимённую экранизацию которого снял У. Фридкин:38.
Мистические концепты могут быть частью других фантастических содержательных компонентов. Например, призраки в романах о Гарри Поттере, написанных Дж. К. Роулинг, относятся к составляющим фэнтезийного содержательного компонента, так как являются неотъемлемой частью волшебного мира. Условие для отнесения фантастического произведения к той или иной разновидности фантастики — преобладание в тексте научно-фантастических, фэнтезийных или мистических концептов.
Принципиальное отличие мира мистического художественного произведения от мира, описываемого в научной фантастики и фэнтези, — двойственность (дуализм). Мир мистического произведения делится на две части: реалистичный (соответствующий представлениям обитателей этого мира о реалистичности) и сверхъестественный (потусторонний). При этом оба мира соприкасаются, входят в контакт, но тем не менее существуют раздельно. Если же фантастический диспозитивный компонент отсутствует (присутствует только реальный пространственно-временной континуум), то отнесение произведения к научной фантастике, фэнтези или мистике зависит от преобладания научно-фантастических, фэнтезийных или мистических концептов.